# Duomo di Pontremoli
La concattedrale di Santa Maria Assunta, detta duomo di Pontremoli o di Santa Maria del Popolo, è la chiesa più importante della città toscana. Sorge nella piazza del Duomo, o del Vescovato, nel centro storico.
San Geminiano e santa Rosa da Lima sono contitolari del duomo e compatroni della città.

## Storia
La costruzione della cattedrale fu decretata con deliberazione del Consiglio generale di Pontremoli del 7 luglio 1630 che stabiliva l'erezione di "un tempio sontuoso, nobile e capace del popolo quanto sia possibile (…)", dove si trovava una più antica chiesa di Santa Maria di Piazza.
Su progetto fornito nel 1633 dall'architetto cremonese Alessandro Capra, i lavori furono avviati nel 1636 nell'area ricavata dalla demolizione dell'antico oratorio della Madonna del Popolo e di altri edifici contigui, e furono ultimati solo nel 1687. Riconosciuta insigne collegiata nel 1721 con una bolla di Innocenzo III, consacrata dal vescovo di Brugnato nel 1723, la chiesa fu infine eretta in cattedrale il 4 luglio 1787 con una bolla di Pio VI, al momento dell'istituzione della diocesi di Pontremoli. Nel 1988 divenne concattedrale della diocesi di Massa Carrara-Pontremoli.
In una delle sale laterali, dal 2022 il duomo ospita una riproduzione della statua della Madonna di Fatima, benedetta in quest'ultimo luogo ed esposta alla pubblica venerazione. Nella stessa stanza si trovano un Santissimo Sacramento e una copia del Cenacolo di Leonardo da Vinci.

## Descrizione

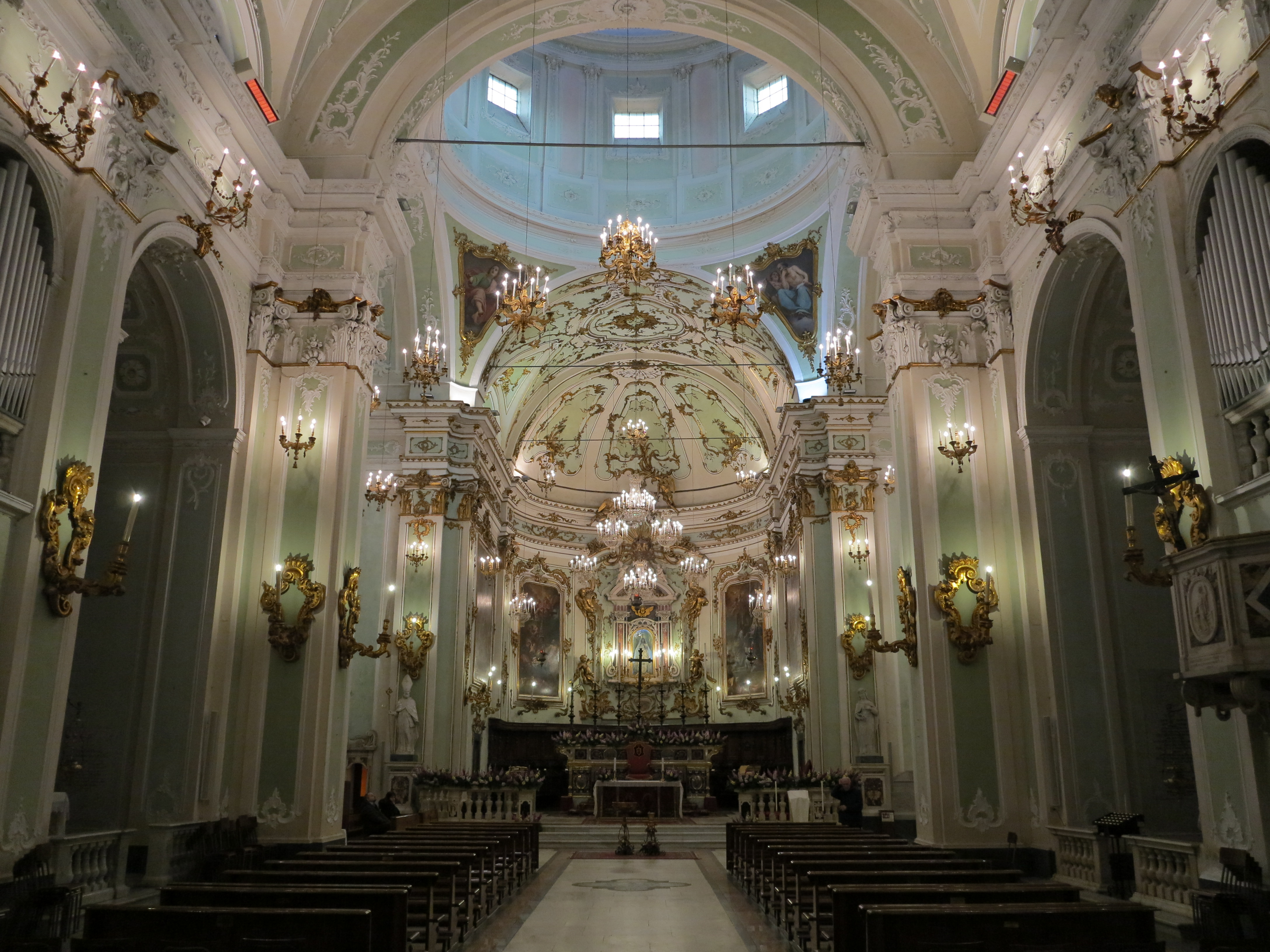
L'interno

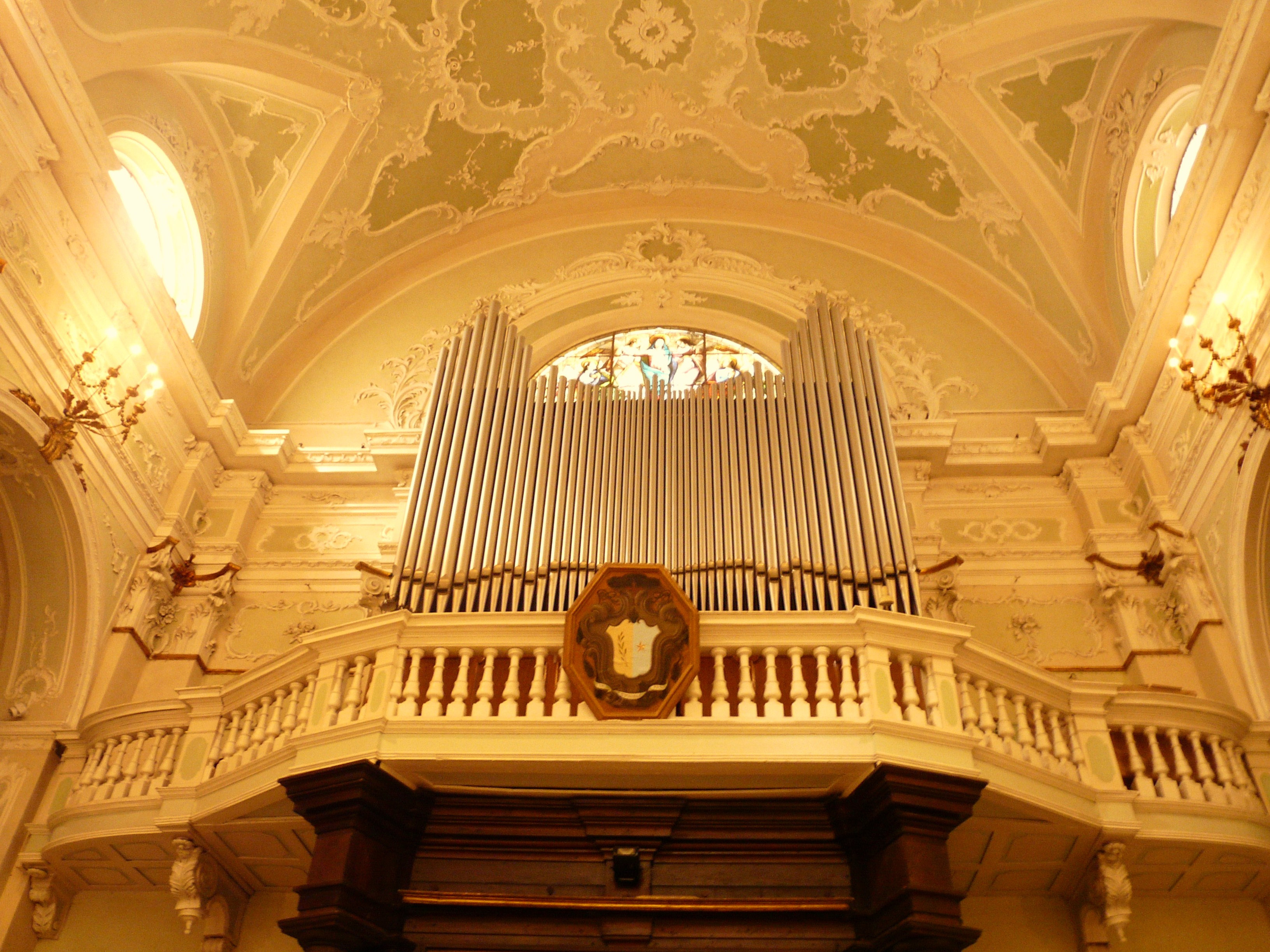
Corpo in controfacciata dell'organo

Nel quadro di intenso rinnovamento che caratterizzò l'edilizia sacra della città, è questo l'esempio più significativo per l'ampiezza e la piena corrispondenza ai dettami della chiesa controriformata, sanciti dal Concilio di Trento e codificati esemplarmente nelle strutture gesuitiche, di cui il Duomo di Pontremoli ripete l'impianto: unica vasta navata con cappelle laterali e breve transetto, cupola altissima e luminosa all'incrocio dei bracci. La facciata, in stile neo-rinascimentale è recente e fu costruita nel 1881.
Gli affreschi della volta della navata e del transetto, realizzati da Francesco Natali alla fine del Seicento, furono sostituiti da stucchi alla metà dell'Ottocento, mentre gli stucchi del presbiterio e del coro risalgono alla metà del Settecento. Ottocentesche sono anche la cappella neoclassica del Santissimo Sacramento (1828), dell'architetto Tommaso Malaspina, e la facciata (1878-1881), realizzata, su disegno del fiorentino Vincenzo Micheli.
Il ricco arredo pittorico della chiesa costituisce una sorta di antologia della pittura italiana del Settecento. Commissionati da "Benefattori e Devoti alla Gran Protettrice Maria Vergine Santissima del Popolo", giunsero dapprima gli importanti dipinti di soggetto mariano del presbiterio e del coro: la Natività di Gesù del Ferretti, la Visitazione del Meucci, lo Sposalizio del Peroni e l'Annunciazione di Giuseppe Bottani, che dimostrano come l'attenzione dei committenti fosse orientata ora in direzione di artisti di cultura tosco-emiliana come il Ferretti e il Meucci - l'uno più incline a riproporre mod moduli stilistici derivati dal suo maestro Sebastiano Galeotti, l'altro di più marcato accento bolognese - ora verso esponenti dell'accademismo, sia nella versione emiliana intrisa di motivi lombardi fornita dal Peroni, sia nell'accezione tipicamente romana del Bottani. Questo pittore, esponente di spicco dell'Accademia di San Luca, con i numerosi dipinti inviati a Pontremoli, rappresenta l'apice di quella tradizione accademica densa di citazioni classicheggianti e declinata secondo i modi del Maratta, di cui altro esempio nel Duomo è il San Vicino di Pierre Subleyras, forse arrivato proprio per il tramite di Bottani, che probabilmente ebbe anche un ruolo non indifferente nell'orientare le scelte successive della committenza pontremolese. 
Per il completamento dell'arredo pittorico dei transetti ci si rivolse infatti ad artisti di scuola romana interpreti del neoclassicismo ormai imperante: Jacopo Berger (Presentazione al Tempio), Giuseppe Collignon (Deposizione), Domenico Corvi (Adorazione dei Magi). Intriso di cultura romana è anche il Giuramento del pisano Giovanni Battista Tempesti, donato nel 1792 dalla famiglia Caimi. La grande tela, che descrive il voto dei pontremolesi alla Vergine per impetrarne l'aiuto durante la peste del 1622, rappresenta l'ultimo omaggio devozionale alla Madonna del Popolo raffigurata nell'antica veneratissima statua lignea, rivestita di ricchi abiti settecenteschi, collocata in una nicchia al centro del coro.

### Misure e dimensioni[4]
| Parametro                        | Misura  |
| -------------------------------- | ------- |
| Lunghezza                        | 50 m    |
| Lunghezza del transetto          | 34,80 m |
| Larghezza della navata           | 12 m    |
| Altezza della volta della navata | 16,84 m |
| Altezza interna della cupola     | 38,38 m |

### Organo a canne
L'organo a canne della concattedrale è stato costruito nel 1961 dalla ditta organaria Balbiani-Vegezzi Bossi ed ampliato nel 1977 dalla ditta organaria Chichi. Esso è collocato in parte sulla cantoria in controfacciata, in parte nei due coretti contrapposti a metà della navata. Lo strumento, a trasmissione elettrica, ha tre tastiere di 61 note ciascuna ed una pedaliera concavo-radiale di 32.

## Altre immagini

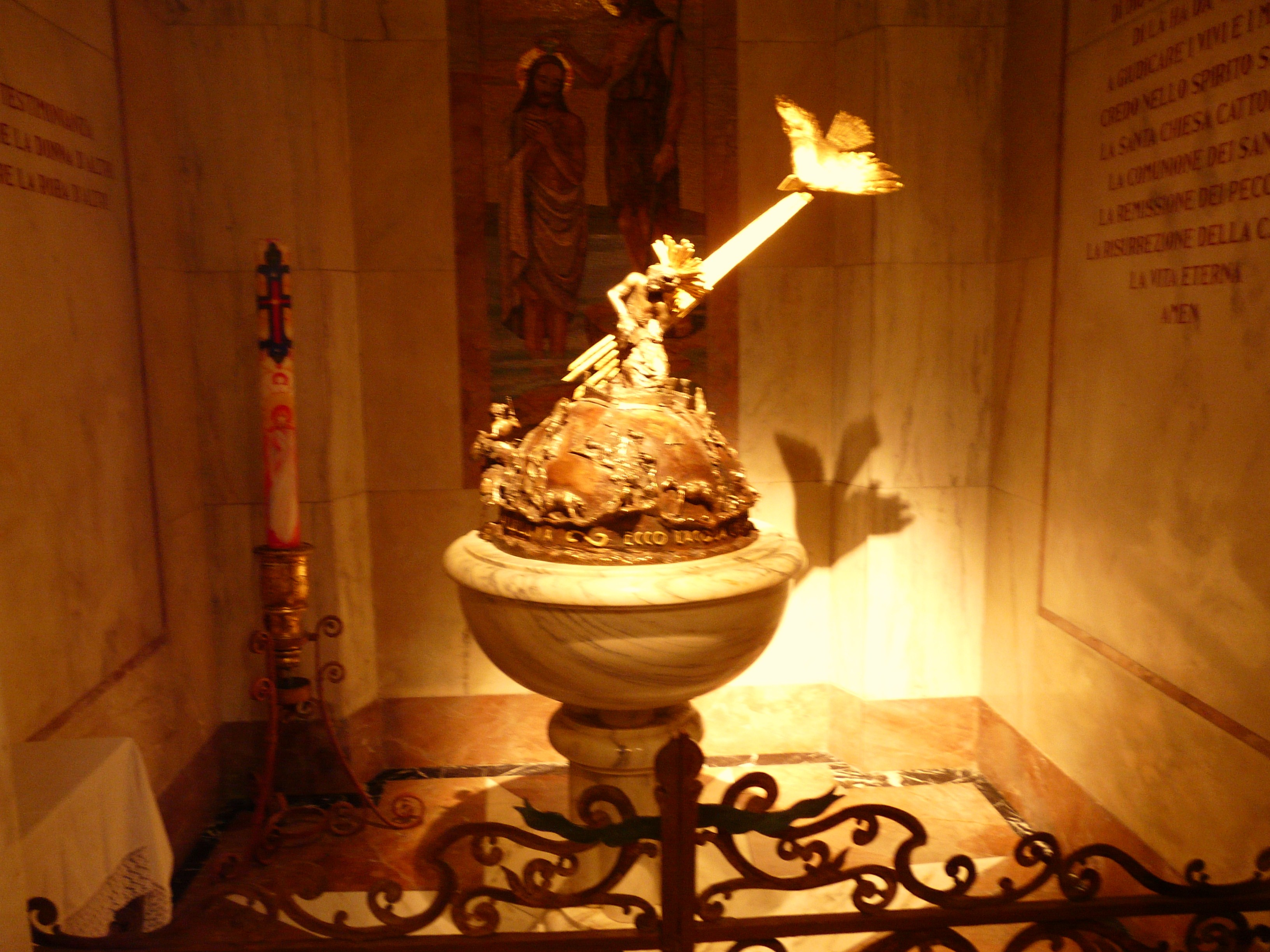
Il fonte battesimale
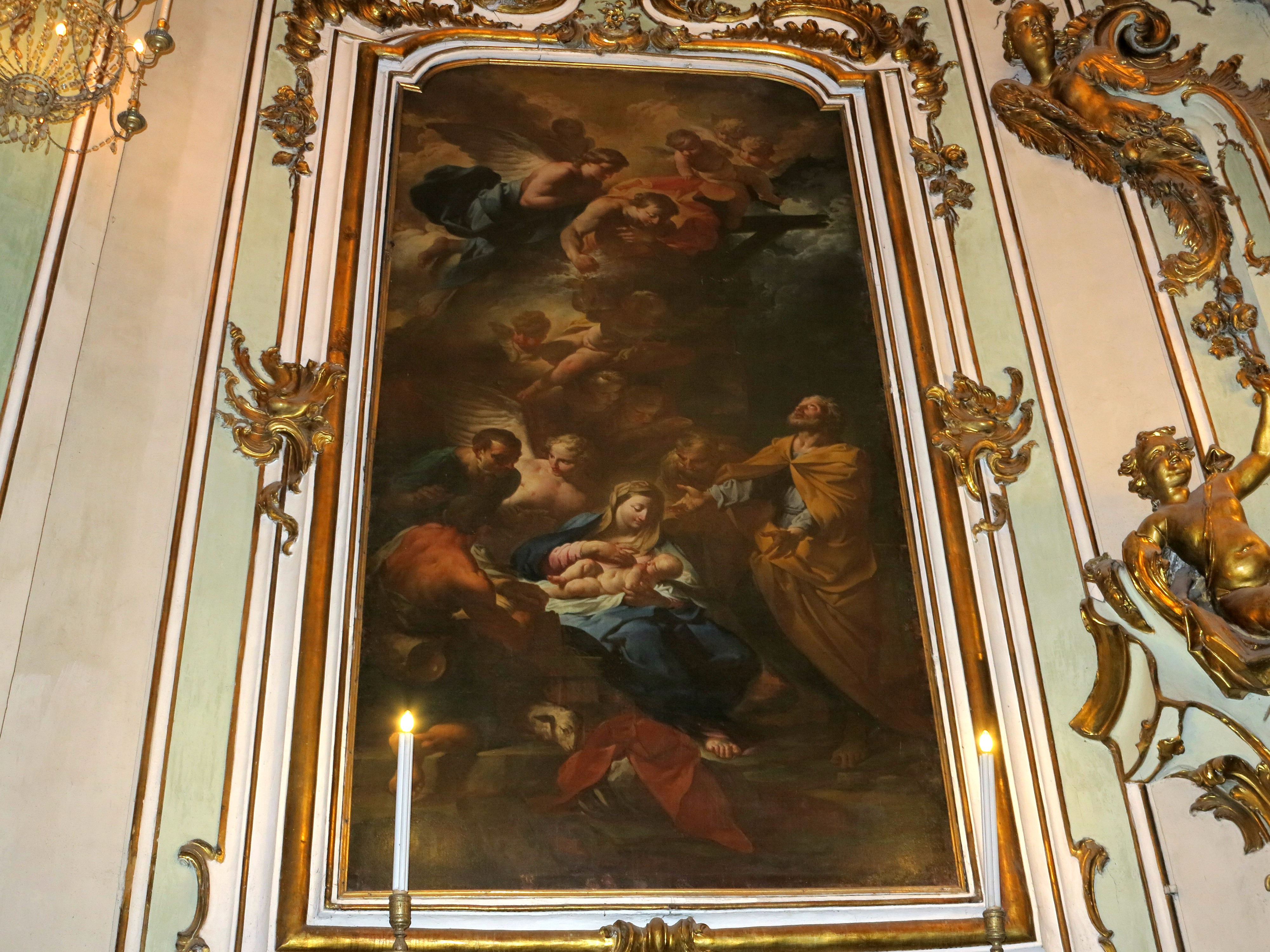
La Natività della B.V.Maria di Giovanni Domenico Ferretti
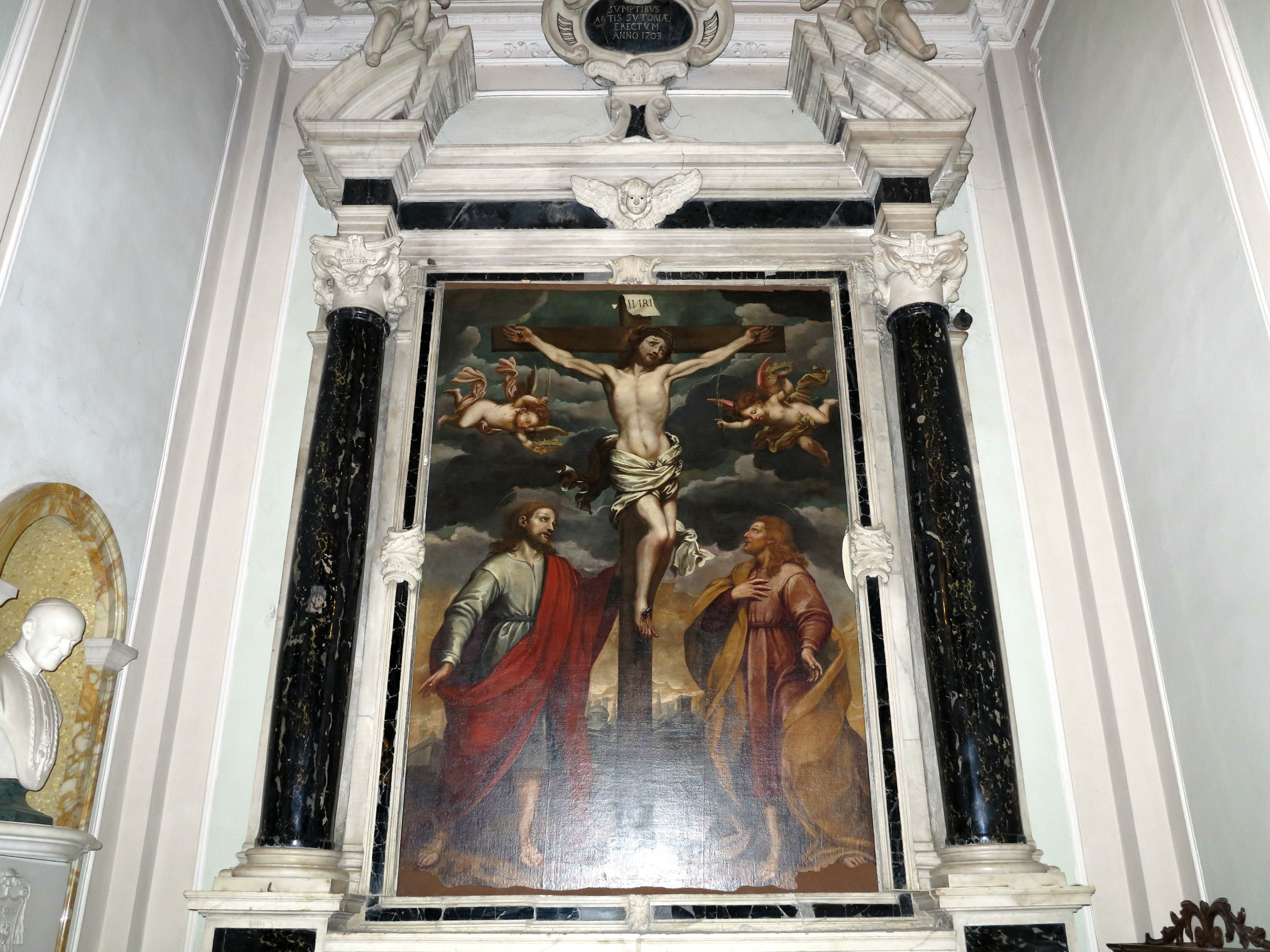
Cristo in croce fra i Santi Crispino e Crispiniano di ignoto del sec. XVIII